# Gudihathnur
Gudihatnur là một village thuộc huyện Adilabad, bang Telangana, Ấn Độ.